# ناصرالدین قباچه
ناصرالدینْ قباچه ابتدا والی غوری سند تاریخی و سپس سلطان مملوک آن ناحیه در قرن هفتم هجری بود. در دوران فرمانروایی او، شماری از مردم و دانشمندان مناطقی که از یورش مغولان آسیب دیده بودند، به او پناه آوردند و از توجه او بهره‌مند گشتند. در سال ۶۲۵ ه‍.ق سلطان شمس الدین ایلتمش (التتمش) - از دیگر سلاطین مملوک دهلی - به سند لشکرکشی نمود و سلطان ناصر الدین قباچه را در بهکرشکست داد. قباچه خود را در رودخانهٔ سند انداخت و درگذشت. قباچه در جمع حدود ۲۲ سال بر مولتان و سند حکم راند.

## ایالت سند تاریخی
سند تاریخی، با استان فعلی سند پاکستان متفاوت است که در دورهٔ انگلیسیها از استان بمبئی جدا شده بود. منظور از سند تاریخی، قسمتی از شبه قاره هند است در قرن اول هجری توسط محمد بن قاسم، فرمانده عرب شیراز، از دست راجه داهر بن چچ بن سیلایچ، گرفته شد و به دست امویان افتاد. استانهای امروزی سند و پنجاب و بلوچستان پاکستان و استان شمال غربی اصلاً وجود نداشتند و سرتاسر این سرزمین یکپارچه بود و دره سند نامیده می‌شد. این ناحیه تا باب‌الاسلام در شمال هند ادامه داشت که از اینجا سند پایان می‌یافت و هند آغاز می‌شد. مورخان پیش از دوره تیموری مُلتان را از، توابع لاهور می‌پنداشتند و جزو استان واحد سند و پنجاب یعنی صوبهٔ ملتان و دیپالپور و لاهور می‌نامیدند. همین‌طور در آن دوره کلمه پنجاب همان معنی را داشت که امروز پنجند (پنج تا رودخانه) دارد و استانهای پنجاب پاکستان و هندوستان اصلاً وجود نداشتند.

## شروع
نخستین باری که با نام قباچه برخورد می‌کنیم، مربوط به آخرین سال حکومت معزالدین محمدبن سام غوری (۵۹۹–۶۰۲) است. در این سال، ۶۰۲ هجری، معزالدین بخاطر کاردانی و لیاقت قباچه، شهر اوچ (اوچه/ اچه) را در سند، به اقطاع، به وی داد. شهر اوچ امروزه جزو بهاولپورِ پاکستان است.
پس از معزالدین غوری، قباچه همچنان مورد اعتماد و توجه قطب‌الدین ایبک بودو قطب الدین دختر خود را به همسری او درآورد. بعد از مرگ ایبک (۶۰۷)، هنگام فرمانروایی پسرش، آرام‌شاه، قباچه عازم سند شد و با غلبه بر سلسله محلی سومره/ سومرگان و تسخیر مناطق و شهرهایی چون مولتان، بهکر، دیبل (به انگلیسی: Debal)، لاهور، قسمت اعظم پنجاب و پاره‌ای از نواحی کنار دریای عرب، دولت بزرگی تشکیل داد. قلمرو بزرگی برای خود فراهم ساخت. قباچه پس از گسترش قلمرو، خطبه و سکه به نام خویش کرد و بدین‌ترتیب حکومتی مستقل تشکیل داد. به همین دلیل، وی را جزو شاهان سند به‌شمار آورده‌اند. در ۶۱۴ق/۱۲۱۷م التتمش ناصرالدین قباچه را از لاهور بیرون راند و سراسر پنجاب شمالی را گرفت.
جلال‌الدین خوارزمشاه پس از شکست از سپاه چنگیزخان در کنار رود سند (سال ۶۱۸ ه‍. ق/ ۱۲۲۱ میلادی)، عازم سند گردید. هر چند در آغاز ارتباط جلال‌الدین با قباچه دوستانه بود، اما سرانجام آن دو رو درروی هم قرار گرفتند و با هم جنگیدند. التتمش از قباچه پشتیبانی نمود. با وجود این، جنگهای جلال‌الدین باعث فروپاشیدن اقتدار قباچه و فرار او و ویرانی قلمروش شد و جلال‌الدین بر بخشهای زیادی از سند تسلط یافت. پس از بازگشت جلال‌الدین به ایران، قباچه برای سامان دادن به قلمرو خویش و فتح سرزمینهای تازه تلاشهایی کرد و با چغتای، که به تعقیب جلال‌الدین به سند رفته بود، و نیز برخی از گروه‌های دیگر جنگید. او در ۶۲۴ قلمرو خویش را از شمال تا لاهور و سرهند گسترش داد و بار دیگر با سلطان التتمش درگیر جنگ شد.
تاج‌الدین یلدوز حاکم منصوب شده از سوی التتمش ضمن گرفتن اوچ از قباچه درصدد تصرف دهلی، مقر حکومت التتمش، برآمد، ولی التتمش در تارائین او را شکست داد و سپس اعدام کرد. بدین ترتیب التتمش حکومت خود را ثبات بخشید و پس از آن به سلاله او عنوان شمسیه داده شد. التتمش ضمن گرفتن لاهور از قباچه، شهرهای رانتاپور، ماندورا، بیهار و بنگال را نیز تصرف کرد و قلمرو خود را در دهلی گسترش داد.

## سرنوشت قباچه
در سال ۶۲۵ ه‍.ق بین دو مرکز حکومت یعنی دهلی و اوچ نزاعی بوقوع پیوست که در نتیجهٔ آن سلطان شمس الدین التتمش به سند لشکرکشی نموده سلطان ناصر الدین قباچه را در محل بهکر مغلوب نمود، و قباچه خود را در رودخانهٔ سند انداخته جان سپرد. مملکت سند بعد از آن جزو سلطنت دهلی شد، و هنرمندان دربار قباچه بدربار دهلی رفته وارد خدمت سلطان دهلی، شمس الدین التتمش (ایلتمش)، شدند.
بعد از رسیدن سپاهیان التتمش به پیرامون اچه، قباچه تختگاه خود را رها ساخت و در حالی که طبل و درفش سپاهش به دست رقیب افتاده بود، به سمت مولتان و بهکر/ بکر عقب‌نشینی کرد و در ۶۲۵، هنگامی که قصد داشت با اموال و بستگان خویش از طریق رود سند فرار کند، در رود غرق شد.

## حمایت از دانشمندان
در روزگار فرمانروایی او، بسیاری از مردم چین و غور و غزنین و خراسان، که از حملات مغولان آسیب دیده بودند، به خدمت قباچه پیوستند و از عنایت و حمایت وی برخوردار شدند. از جمله دانشمندانی که به دربار قباچه پناه بردند، منهاج سراج جوزجانی بود. محمد عوفی نیز مدتی در دربار قباچه می‌زیست و تألیف کتاب جوامع الحکایات و لوامع الروایات را به امر او آغاز کرد. دو وزیر قباچه، شرف‌الملک رضی‌الدین اشعری و پسرش عین‌الملک فخرالدین حسین، نیز به حمایت از ادیبان و دانشمندانی چون علی‌بن حامد کوفی (مترجم فارسی چچ‌نامه/ فتحنامه سند)، ضیاءالدین سنجری و محمد کاتب بلخی پرداختند.
شهر مولتان که جزو حکومت قباچه بود بعقیدهٔ صاحب «سیر الاولیا» (محمد بن مبارک علوی کرمانی):
«درین ایام ملتان قبة الاسلام عالم بود، و فحول علما آنجا حاضر بودند».
دربار قباچه تا هیجده سال دیگر بزرگترین مرکز علم و فضل بوده و علاوه بر شعرای نامدار دو نفر از معروف‌ترین فضلای آن دوره یعنی محمد عوفی صاحب «لباب الالباب» و مولانا منهاج الدین جوزجانی صاحب «طبقات ناصری» در دربار او زیسته و از این پادشاه علم‌دوست انعام‌های فراوان یافته‌اند.
عین الملک فخر الدین حسین بن شرف الملک اشعری وزیر سلطان ناصر الدین قباچه هم در هنرپروری و علم‌دوستی کمتر از پادشاه خود نبوده و داستانهای دادودهش آنان در شبه‌قاره معروف است.
دو کتاب با اهمیت فارسی یعنی لباب الالباب و جوامع الحکایات و لوامع الروایات توسط محمد عوفی در سال ۶۱۸ هجری (۱۲۲۲ میلادی) بنام عین الملک اشعری وزیر ناصر الدین قباچه در شهر اوچ که اکنون جزء امارات بهاولپور پاکستان است نگاشته شد.

## پی‌نوشت
1. ↑  الحق، مهلال، ٢٦.
2. ↑  Wikipedia, the free encyclopedia 2014.
3. ↑  الحق، مهلال، ٢٦.
4. ↑  الحق، مهلال، ٢٦.
5. ↑  سازمان فرهنگ و ارتباطات اسلامی.
6. ↑  هوشنگ خسروبیگی.
7. ↑  دکتر خالده آفتاب.
8. ↑  محترم وکیلی سحر.
9. ↑  هوشنگ خسروبیگی.
10. ↑  الحق، مهلال، ٢٣.
11. ↑  هوشنگ خسروبیگی.
12. ↑  محترم وکیلی سحر.
13. ↑  هوشنگ خسروبیگی.
14. ↑  هوشنگ خسروبیگی.
15. ↑  افسانه منفرد.
16. ↑  هوشنگ خسروبیگی.
17. ↑  C. Edmund Bosworth.
18. ↑  هوشنگ خسروبیگی.
19. ↑  محترم وکیلی سحر.
20. ↑  هوشنگ خسروبیگی.
21. ↑  هوشنگ خسروبیگی.
22. ↑  دکتر خالده آفتاب.
23. ↑  دکتر خالده آفتاب.
24. ↑  سرور، مهلال، ۱۸.
25. ↑  الحق، مهلال، ٢٣.